# Loriculus philippensis
Il loricolo delle Filippine (Loriculus philippensis (Müller, 1776)) è un uccello della famiglia degli Psittaculidi, endemico delle Filippine.

## Tassonomia
Sono note le seguenti sottospecie:
- Loriculus philippensis philippensis	- sottospecie nominale, diffusa nell'area di Luzon
- Loriculus philippensis mindorensis Steere, 1890 - diffusa a Mindoro
- Loriculus philippensis bournsi McGregor, 1905 - endemismo di Sibuyan
- Loriculus philippensis regulus Souancé, 1856 - diffusa a Guimaras, Negros, Ticao, Tablas, Masbate, Panay e Romblon
- Loriculus philippensis chrysonotus Sclater, PL, 1872 †	- endemismo di Cebu
- Loriculus philippensis worcesteri Steere, 1890 -  Samar, Leyte e Bohol
- Loriculus philippensis siquijorensis Steere, 1890 - endemismo di Siquijor
- Loriculus philippensis apicalis Souancé, 1856 Mindanao, Dinagat, Siargao, Bazol e Balut
- Loriculus philippensis dohertyi Hartert, EJO, 1906 - endemismo di Basilan